# Air Lelangi
Air Lelangi is een bestuurslaag in het regentschap Bengkulu Utara van de provincie Bengkulu, Indonesië. Air Lelangi telt 744 inwoners (volkstelling 2010).